# Assasuni
Assasuni är ett underdistrikt i Bangladesh. Det ligger i den sydvästra delen av landet, 180 kilometer sydväst om huvudstaden Dhaka.
Runt Assasuni är det tätbefolkat, med 849 invånare per kvadratkilometer.